# Pamela Prati
Pamela Prati, nata Paola Pamela Pireddu (Ozieri, 26 novembre 1958), è una soubrette, attrice ed ex modella italiana.
Dopo aver esordito come fotomodella e attrice tra gli anni settanta e ottanta, è divenuta nota al grande pubblico nel 1987, quando, notata da Pier Francesco Pingitore, ottiene il ruolo di primadonna in diversi spettacoli teatrali e televisivi della compagnia del Bagaglino. Negli anni novanta è stata anche conduttrice televisiva di alcuni programmi per le reti Mediaset, come La sai l'ultima?, Scherzi a parte e Re per una notte. Dal 2001 è tornata a far parte del Bagaglino, realizzando gran parte degli spettacoli della compagnia prodotti nel primo decennio del duemila.
Nel corso della carriera si è cimentata spesso anche nel ruolo di cantante, eseguendo all'interno delle trasmissioni diverse cover, sigle e anche brani inediti, pubblicando diversi singoli e due album discografici nel 1996 e nel 2022.

## Biografia

### Gli esordi
Ha più volte dichiarato di aver passato un'infanzia assai complessa, "non vissuta". Il padre abbandonò la moglie e gli otto figli; Pamela crebbe dall'età di un anno e mezzo fino ai dieci in un collegio di suore a Tempio Pausania. A diciott'anni si trasferì a Roma, ospitata dalla sorella maggiore, per trovare un lavoro in un negozio di abbigliamento come commessa.
Come da lei stessa affermato in una puntata del Grande Fratello VIP, fu scoperta da un fotografo e dall'attrice Anita Ekberg, che la notarono mentre lavorava nel negozio di abbigliamento e le proposero di lavorare nel mondo dello spettacolo. Ha intrapreso così la sua carriera come modella. Ha preso parte ad una trentina di puntate di Playboy di mezzanotte, una trasmissione di Telealtomilanese, dove si produceva in spogliarelli sensuali cantando la sigla finale del programma E.A.O., scritta da Cristiano Malgioglio.
Nel 1980 è apparsa sulla copertina dell'album Un po' artista un po' no di Adriano Celentano, guadagnando un'improvvisa popolarità. La stessa foto venne usata come copertina del numero di febbraio di Playboy Italia e la Prati venne eletta Playmate dell'anno 1980. È stata modella per il calendario Iveco 1982 (fotografie di Roberto Rocchi), come ragazza-copertina playmate ha inoltre posato nuda più volte anche per l'edizione italiana di Playboy (fin dal numero di maggio del 1979), per Playmen e per Penthouse (1983).
In seguito ha iniziato a lavorare come attrice in commedie sexy e commedie trash degli anni ottanta come La moglie in bianco... l'amante al pepe, dove recita al fianco di Lino Banfi, Massimamente folle, È arrivato mio fratello dove recita al fianco di Renato Pozzetto e Gole ruggenti, film parodia del Festival di Sanremo. 
Appare anche in alcune produzioni internazionali come Monsignore per la regia di Frank Perry (1982), Mora, per la regia di Léon Desclozeaux, Man spricht deutsch, per la regia di Hanns Christian Müller e Cheeeese, per la regia di Bernhard Weber e recita anche in numerose miniserie televisive tra cui Le volpi della notte (sorta di Charlie's Angels all'italiana) e Tutti in palestra.
Sempre negli anni ottanta si propone come Pin-up del cinema erotico, ma dagli esiti commerciali fallimentari in titoli quali Carmen proibita, Transformations, Riflessi di luce, Posseduta e Una donna da guardare.

### Anni ottanta e novanta: il Bagaglino e il successo televisivo

Pamela Prati con Pippo Franco nel programma Sotto a chi tocca (anni '90)

Notata dal regista e autore televisivo Pier Francesco Pingitore, è stata da lui lanciata come soubrette della compagnia del Bagaglino. L'esordio televisivo come primadonna è così avvenuto nel 1987 con lo show Biberon, trasmesso per tre edizioni su Rai 1, al quale seguirono nel 1991 e 1992 due edizioni di Crème Caramel. Nell'estate del 1992, insieme con il collega del Bagaglino Pippo Franco, ha condotto su Canale 5 la prima edizione di La sai l'ultima?, partecipando anche alle successive edizioni nell'estate del 1993, nell'autunno del 1994.
Per la stessa rete, nel gennaio del 1993 e nella primavera del 1994, ha affiancato Teo Teocoli nella seconda e nella terza edizione di Scherzi a parte.
Nel 1996 ha lavorato con Gigi Sabani nello show di prima serata di Italia 1 Re per una notte, e nell'estate dello stesso anno ha condotto in coppia con Pippo Franco il varietà Sotto a chi tocca, ripreso anche nell'estate 1997; del programma è stato realizzato anche uno speciale in onda la sera del 31 dicembre 1996 dal titolo Sotto a chi tocca... a Capodanno.
Nel frattempo, tra il 1996 e il 1997, si è esibita in teatro con lo spettacolo Bentornata passerella.

### Anni duemila
Nel 2001 è tornata come primadonna al Bagaglino con lo show Saloon e con la storica compagnia ha partecipato anche agli show Marameo del 2002, Mi consenta del 2003, Barbecue del 2004, Torte in faccia del 2005/2006 e Bellissima - Cabaret anticrisi del 2009.
Nel 2004 ha partecipato come concorrente al reality show Il ristorante, condotto da Antonella Clerici su Rai 1. Nell'autunno del 2008 ha ricoperto il ruolo di opinionista nella sesta edizione del reality show L'isola dei famosi, in onda su Rai 2.

### Anni duemiladieci
Nel 2010 è stata protagonista del cortometraggio Come se fosse facile, diretto da Alessandro Zizzo, per la cui interpretazione è stata premiata al Festival Internazionale Film a Tema Corto "Tulipani di Seta Nera".
Nel 2011 ha partecipato alla serie TV Non smettere di sognare, nel ruolo della madre di uno degli interpreti secondari.
Nel dicembre 2011 è stata soubrette nel programma di Alfonso Signorini, Kalispéra!, in onda in prima serata su Canale 5. 
Il 9 dicembre 2012 ha partecipato come concorrente per beneficenza a una puntata domenicale di Avanti un altro!, programma condotto da Paolo Bonolis su Canale 5.
Dal 13 aprile al 18 maggio 2015 è tornata sulle scene televisive prendendo parte come concorrente alla seconda edizione del talent show Si può fare!, con la conduzione di Carlo Conti su Rai 1. Da marzo 2016 avrebbe dovuto essere una delle concorrenti dell'undicesima edizione del reality show di Canale 5 L'isola dei famosi, ma in seguito ha annunciato il suo ritiro.

Dal 19 settembre al 10 ottobre 2016 ha partecipato come concorrente alla prima edizione del reality show Grande Fratello VIP, condotto da Ilary Blasi su Canale 5, venendo però squalificata per numerose infrazioni del regolamento, nel corso della quarta puntata. Dal successivo 25 novembre è stata primadonna nello spettacolo della compagnia del Bagaglino Magnàmose tutto!, scritto e diretto da Pier Francesco Pingitore, in scena al Salone Margherita di Roma fino al 5 febbraio 2017. Lo spettacolo è stato anche trasmesso in televisione su Canale 5 il 26 febbraio 2017 in seconda serata, in occasione del trentesimo anniversario degli spettacoli televisivi del Bagaglino. 

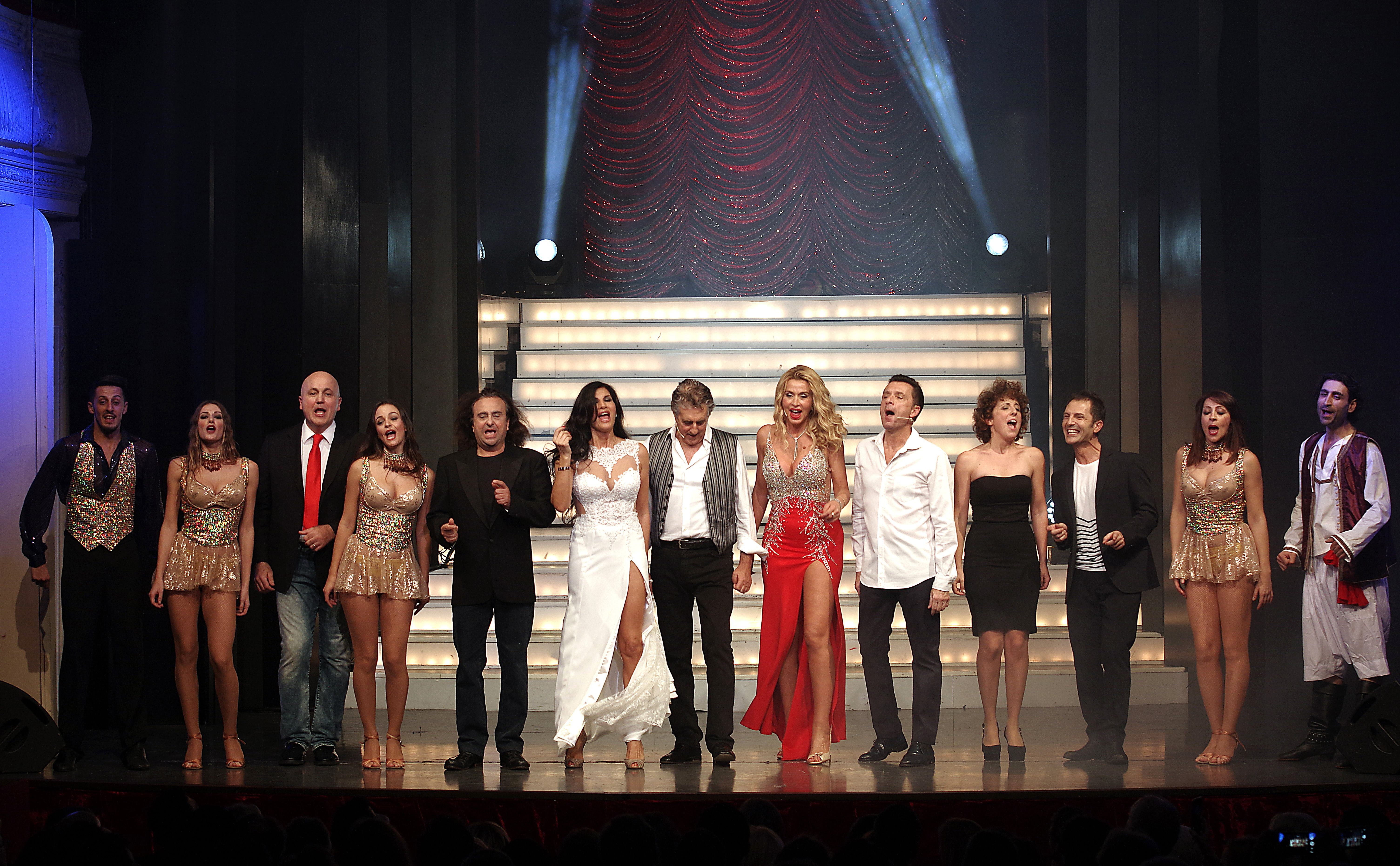
Pamela Prati con la Compagnia del Bagaglino in Magnàmose tutto (2016)

Dal 29 novembre 2017 al 4 febbraio 2018 è stata tra i protagonisti dello spettacolo musicale Gran follia!, sempre assieme alla compagnia del Bagaglino di Pingitore.

#### La questioneMark Caltagirone
Nel dicembre 2018 Pamela Prati ha dichiarato di essere in procinto di sposare un uomo di nome Mark Caltagirone: la storia di Prati e Caltagirone esplode in un caso mediatico ampiamente ripreso dalla stampa nella primavera del 2019, anche grazie alle molteplici ospitate dell'attrice in vari salotti televisivi. Nei mesi si moltiplicano però i dubbi sulla reale esistenza dell'uomo, inesistenza infine confermata dalla stessa Prati nel maggio di quell'anno. Pur non essendo stato completamente chiarito il caso, Pamela Prati spiegherà, a distanza di un anno, di essere stata plagiata, in un periodo della sua vita di particolare vulnerabilità.

### Anni duemilaventi
Il 20 maggio 2020 ha pubblicato il suo primo libro autobiografico, intitolato Come una carezza. Nell'autunno del 2022 ritorna al Grande Fratello VIP nelle vesti di concorrente, prendendo parte alla settima edizione del programma.
L'anno seguente è una delle concorrenti della tredicesima edizione di Tale e quale show, in onda su Rai 1. Da gennaio 2025 torna dopo diversi anni a recitare a teatro come protagonista dello spettacolo Senza respiro. Dal 22 marzo 2025 ha partecipato come concorrente al talent show di Rai 1 Ne vedremo delle belle.

### Attività canora
Come altri personaggi televisivi degli anni settanta e ottanta ha inciso alcuni dischi, soprattutto sigle televisive. Ha fatto il suo esordio musicale nel 1980 con il 45 giri E.A.O., sigla della trasmissione televisiva Playboy di mezzanotte. Tra le sue sigle più famose si ricordano Menealo, Que te la pongo e Mocambo Strambo scritta da Donatella Rettore e sono una rarità nel mercato da collezione di vinile, perché pubblicate anche in formato mix da 12 pollici. Molto spesso è raffigurata in pose sensuali sulla nude cover. Nel 1996 le sue velleità canore sono sfociate in un album, intitolato Il tango delle 11, pubblicato dalla RTI.
Nel 1982 si è esibita nella sigla del programma Discomare sul ritornello del brano Manette blu della cantante Oona. Cover italiana del brano Nobody wins di Elton John, cantata anche da Marta Lami (Maeva), da questa esibizione viene erroneamente attribuita anche a Pamela Prati, che come si legge nella sua discografia non ha mai inciso questo brano.
Nel 2007 è tornata alla musica incidendo il singolo Papelon. Nell'estate del 2011 ha inciso una versione house del suo brano degli anni novanta Menealo, remixata da Stefano Mezzaroma e Dj Jurij di cui è stato realizzato anche un videoclip. Nell'estate del 2012 ha pubblicato una cover del brano di Lina Termini Ma l'amore no e il remake di un altro suo singolo degli anni ottanta Love is a holiday, sempre con Stefano Mezzaroma, insieme con il DJ e producer milanese Steve Rey (all'anagrafe Stefano Spagnoli). Il 5 settembre 2014, ha pubblicato il singolo Fogo da Paixão, prodotto dagli stessi tre Dj, riuniti sotto il nome dei Goondocks Project. Il 17 luglio 2015 è uscito il singolo Pensieri di te e di me. In seguito alla sua squalifica dal reality show Grande Fratello VIP, il 14 novembre 2016 ha fatto uscire il singolo Chiamatemi un taxi, prodotto da Cristiano Malgioglio.
Il 15 novembre 2019 ha pubblicato il singolo Corazón de vacaciones, accompagnato da un videoclip pubblicato lo stesso giorno. Nel corso del 2020 ha pubblicato due singoli in lingua spagnola: La caricia l'11 agosto e Mariposita il 26 novembre, entrambi accompagnati da video musicali. Nell'estate del 2021 ha pubblicato due singoli: il 28 giugno L'estate è adesso e il 16 settembre Baila baila. Il 26 novembre dello stesso anno ha pubblicato il singolo Extasy.

## Filmografia

### Cinema
- La moglie in bianco... l'amante al pepe, regia di Michele Massimo Tarantini (1981)
- Monsignore (Monsignor), regia di Frank Perry (1982)
- Mora, regia di Léon Desclozeaux (1982)
- La guerra del ferro - Ironmaster, regia di Umberto Lenzi – accreditata come Pamela Field (1983)
- Carmen proibita (Carmen nue), regia di Albert Lopez (1984)
- Le avventure dell'incredibile Ercole, regia di Luigi Cozzi (1985)
- È arrivato mio fratello, regia di Castellano e Pipolo (1985)
- Massimamente folle, regia di Marcello Troiani (1985)
- Man spricht deutsch, regia di Hanns Christian Müller (1988)
- Cheeeese, regia di Bernhard Weber (1988)
- Transformations, regia di Jay Kamen (1988)
- Riflessi di luce, regia di Mario Bianchi (1988)
- Io Gilda, regia di Andrea Bianchi (1989)
- Posseduta (Sukkubus - Den Teufel im Leib), regia di Georg Tressler (1989)
- Una donna da guardare, di Michele Quaglieri (1990)
- Gole ruggenti, regia di Pier Francesco Pingitore (1992)
- Come se fosse facile, regia di Alessandro Zizzo – cortometraggio (2010)

### Televisione
- Embassy, regia di Robert Michael Lewis – film TV (1985)
- Le volpi della notte, regia di Bruno Corbucci – film TV (1986)
- Provare per credere, regia di Sergio Martino – film TV (1987)
- Tutti in palestra, regia di Vittorio De Sisti – miniserie TV (1989)
- Luna di sangue, regia di Enzo Milioni – film TV (1989)
- Gioco di società, regia di Nanni Loy – film TV (1989)
- Olimpo Lupo - Cronista di nera, regia di Fabrizio Laurenti – film TV (1995)
- Quei due sopra il varano – serie TV, 1 episodio (1997)
- La palestra, regia di Pier Francesco Pingitore – film TV (2003)
- Con le unghie e con i denti, regia di Pier Francesco Pingitore – miniserie TV (2004)
- Di che peccato sei?, regia di Pier Francesco Pingitore – film TV (2007)
- Piloti – serie TV, 1 episodio (2009)
- Non smettere di sognare, regia di Roberto Burchielli – film TV (2009)
- Non smettere di sognare – serie TV, 5 episodi (2011)
- L'amore non basta (quasi mai...), regia di Antonello Grimaldi – miniserie TV (2011)

## Teatro
- Sederini famosi, testo e regia di Pier Francesco Pingitore (1986)
- AlleGoria di famiglia, testo e regia di Pier Francesco Pingitore (1987)
- Troppa trippa, testo e regia di Pier Francesco Pingitore (1990-1991)
- Bentornata passerella, di Gino Rivieccio e Nino Marino, regia di Marco Parodi (1996-1997)
- Beautiful Thing ... E qualche volta si innamorano, di Jonathan Harvey, regia di Bruno Montefusco (2000, 2007)
- Tutte pazze per Silvio, testo e regia di Pier Francesco Pingitore (2001-2002)
- Romolo e Remolo, testo e regia di Pier Francesco Pingitore (2002-2003)
- Il giro del mondo in 80 risate, testo e regia di Pier Francesco Pingitore (2003-2004)
- Primedonne alle primarie, testo e regia di Pier Francesco Pingitore (2005-2006)
- Ma dove vai tutta nuda?, di Georges Feydeau, regia di Bruno Montefusco (2007)
- Sexy Slalom, di Ted Simon, regia di Beppe Arena (2009)
- Legittima difesa dossier, testo e regia di Ilenia Costanza (2010-2011)
- Amore e corna ai tempi di Facebook, testo e regia di Pier Francesco Pingitore (2012-2013)
- La grande risata, testo e regia di Pier Francesco Pingitore (2014-2015)
- 50 sfumature di Renzi, testo e regia di Pier Francesco Pingitore (2015-2016)
- ...Mancava solo il titolo!, testo e regia di Ilenia Costanza (2016)
- Magnàmose tutto!, testo e regia di Pier Francesco Pingitore (2016-2017)
- Gran follia!, testo e regia di Pier Francesco Pingitore (2017-2018)
- Senza respiro, di David Norisco, regia di Francesco Brachetti (dal 2025)

## Programmi televisivi
- Playboy di mezzanotte (Telealtomilanese, 1980)
- Il cappello sulle ventitré (Rai 2, 1983-1984) Valletta
- Biberon (Rai 1, 1987-1990)
  - Biberon a Venezia (Rai 1, 1989)
- Crème caramel (Rai 1, 1991-1992)
  - Crème Caramel a Sanremo (Rai 1, 1992)
- I tre moschettieri (Canale 5, 1991)
- La sai l'ultima? (Canale 5, 1992-1995)
- Scherzi a parte (Canale 5, 1993-1994)
- 1994 - Prima notte con Pamela Prati (Rete 4, 1993)
- Re per una notte (Italia 1, 1996)
- Sotto a chi tocca (Canale 5, 1996-1997)
  - Sotto a chi tocca… A Capodanno (Canale 5, 1996)
- Saloon (Canale 5, 2001)
- Marameo (Canale 5, 2002)
- Miconsenta (Canale 5, 2003)
- Il ristorante (Rai 1, 2004) Concorrente
- Barbecue (Canale 5, 2004)
- Torte in faccia (Canale 5, 2005-2006)
- Amici di Maria De Filippi (Canale 5, 2006) Insegnante
- Premio Città di Monopoli (Canale 7, 2007)
- L'isola dei famosi (Rai 2, 2008) Opinionista
- Bellissima - Cabaret anticrisi (Canale 5, 2009)
- Kalispéra! (Canale 5, 2011)
- Si può fare! (Rai 1, 2015) Concorrente
- Magnámose tutto! (Canale 5, 2017)
- Grande Fratello VIP (Canale 5, 2016, 2022) Concorrente
- Tale e quale show (Rai 1, 2023) Concorrente
- Ne vedremo delle belle (Rai 1, 2025) Concorrente

## Discografia

### Album
- 1996 – Il tango delle 11
- 2022 – Extasy

### Singoli
- 1980 – E.A.O.
- 1985 – Mare/Un nodo all'anima
- 1989 – Love Is A Holiday
- 1993 – Menealo
- 1994 – Que te la pongo
- 1995 – Mi innamoro di te (con Sandro Giacobbe)
- 2007 – Papelon
- 2011 – Menealo 2011 (Vs. Stefano Mezzaroma & Dj Jurij)
- 2012 – Ma l'amore no (Vs. Stefano Mezzaroma & Steve Rey)
- 2012 – Love Is A Holiday 2012 (Vs. Stefano Mezzaroma & Steve Rey)
- 2014 – Fogo da Paixão (con Goondocks Project)
- 2015 – Pensieri di te e di me
- 2016 – Chiamatemi un taxi
- 2019 – Corazón de vacaciones (feat. Jay Peralta)
- 2020 – La caricia (feat. Jay Peralta)
- 2020 – Mariposita
- 2021 – L'estate è adesso
- 2021 – Baila baila
- 2021 - Extasy
- 2021 - Il regalo più bello del mondo
- 2022 - Sale del sud
- 2022 - Que te la pongo 2022
- 2022 - Diva
- 2023 - Justicia
- 2023 - Anni 60 (feat. Atmosfera Blu)
- 2023 - Glitter
- 2023 – Un'estate perfetta
- 2023 – Non smettere mai di sognare
- 2024 - Lollipop

### Partecipazioni
- 1992 – Sigle TV (con il brano Mocambo strambo, sigla finale di La sai l'ultima? '92)

### Sigle inedite
- 1992 – L'ultima la sai
- 1993 – Tamurè
- 1995 – Boom Boom Money Money

### Videoclip
- 2007 – Papelon
- 2011 – Menealo 2011
- 2012 – Ma l'amore no
- 2012 – Love Is A Holiday 2012
- 2014 – Fogo da Paixão
- 2019 – Corazón de vacaciones
- 2020 – La caricia
- 2020 – Mariposita
- 2021 – L'estate è adesso
- 2021 – Baila baila
- 2021 - Extasy
- 2021 - Il regalo più bello del mondo
- 2022 - Sale del sud
- 2022 - Que te la pongo 2022
- 2023 - Diva
- 2023 - Justicia
- 2023 - Anni 60
- 2023 - Glitter
- 2023 – Un'estate perfetta
- 2024 - Lollipop

## Libri
- Pamela Prati, Come una carezza. La vita, l'amore, il tradimento e il diritto alla felicità, Cairo, 2020, ISBN 978-88-3090-110-0.

## Riconoscimenti
- Premio Flaiano
  - 1994 – Premio Flaiano per la televisione e la radio
- Festival Tulipani di Seta Nera
  - 2011 – Premio speciale per l'interpretazione in Come se fosse facile
- Premio Charlot
  - 2015 – Menzione speciale Charlot